# São Bernardino
São Bernardino é um município brasileiro do Estado de Santa Catarina.  Localiza-se a uma latitude 26º28'12" sul e a uma longitude 52º57'52" oeste, estando a uma altitude de 540 metros. Sua população estimada em 2011 era de 2 641 habitantes.
Possui uma área de 210,48 km².

## História
São Bernardino surgiu no ano de 1957 com a chegada de colonos vindos do estado do Rio Grande do Sul, onde desbravaram a mata nativa e construíram as primeiras casas, iniciando o cultivo de milho e outros cereais. As primeiras famílias que fixaram residência foram dos agricultores: Salvador Leite de Andrade, Chico Galdino, Aldino Leo Scheid, Jacó Otto Follmann, João Weschenfelder, Affonso Fritzen, Fritholdo João Walker e Emilio Wolfart. No ano de 1958 construíram também a primeira igreja e escola do futuro município.
São Bernardino foi emancipado em 19 de julho de 1995, através da Lei Estadual 8.998/95, dos municípios de Campo Erê e São Lourenço do Oeste. Está localizado no Noroeste Catarinense, conta com 210 km², possui uma população de 2.677 habitantes, sendo 719 habitantes no perímetro urbano e 1928 na área rural.
A instalação do município ocorreu em 1 de janeiro de 1997 e foi administrado por Waldir Antonio Walker - Prefeito Municipal e Epitácio Lourenço Lopes - Vice-Prefeito, no período de 1997 a 2004. Atualmente é administrado por Ivo José Ludwig- Prefeito e Leandro Galupo- Vice-prefeito.
A economia do Município está baseada na agricultura, indústria, comércio e prestação de serviços. Na agricultura o município destaca-se pela criação de aves, suínos e gado de corte. É ainda grande produtor de leite, milho, feijão, fumo e laranja.
Outra atividade que vem aumentando a renda dos produtores rurais é a piscicultura e o reflorestamento.